# Por Biafra
Por Biafra es el nombre del segundo trabajo discográfico de estudio presentado por la banda española Los Toreros Muertos. Fue grabado y publicado en 1987, teniendo como sencillos promocionarles «On The Desk» «Manolito» «Para Ti» y la exitosa «Pilar» tema de gran acogida en varios países de América Latina y España, para Colombia se creó un maxisencillo promocional por el sello Sonolux que incluía «Pilar»/«Soy Un Animal».

## Información del álbum
El álbum no logró un éxito mediático tan significativo como su antecesor pese a lo anterior dio continuidad a su música marcada en lo cómico logró ser aceptado en otros países de Hispanoamérica que apenas asimilaban su anterior disco, principalmente en Colombia, Ecuador y Venezuela lugares donde obtuvieron popularidad por canciones como «Para Ti» y sobre todo «Pilar». 

Entre las presentaciones más importantes de esta época destaca la participación como invitado especial del Concierto de Conciertos en Bogotá el 17 de septiembre de 1988 uno e los primeros grandes eventos de magnitud realizados en Colombia con un enfoque principal al Rock y al Pop en Español.

## Lista de canciones
| N.º | Título                 | Escritor(es)                                         | Duración |  |
| 1.  | «Mama»                 | J.L. Moure / P. Carbonell                            | 3:25     |  |
| 2.  | «El Cielo Es Azul»     | G. Piccolini / P. Carbonell                          | 2:44     |  |
| 3.  | «On The Desk»          | G. Piccolini / P. Carbonell / J.L. Moure / A. Moraga | 3:42     |  |
| 4.  | «Los Niños De Colores» | G. Piccolini / M. Comas / P. Carbonell               | 4:58     |  |
| 5.  | «En Mi Portal»         | G. Piccolini / P. Carbonell                          | 3:14     |  |
| 6.  | «Para Ti»              | G. Piccolini / P. Carbonell                          | 2:20     |  |
| 7.  | «Pilar»                | G. Piccolini / P. Carbonell                          | 2:13     |  |
| 8.  | «En Un Cuarto De Baño» | G. Piccolini / P. Carbonell                          | 2:39     |  |
| 9.  | «Manolito»             | G. Piccolini / P. Carbonell                          | 2:52     |  |
| 10. | «Vámonos Al Campo»     | G. Piccolini / P. Carbonell                          | 1:31     |  |
| 11. | «Díme Guau»            | G. Piccolini                                         | 5:05     |  |